# ستوك-أون-ترينت الجنوبية (دائرة انتخابية في المملكة المتحدة)

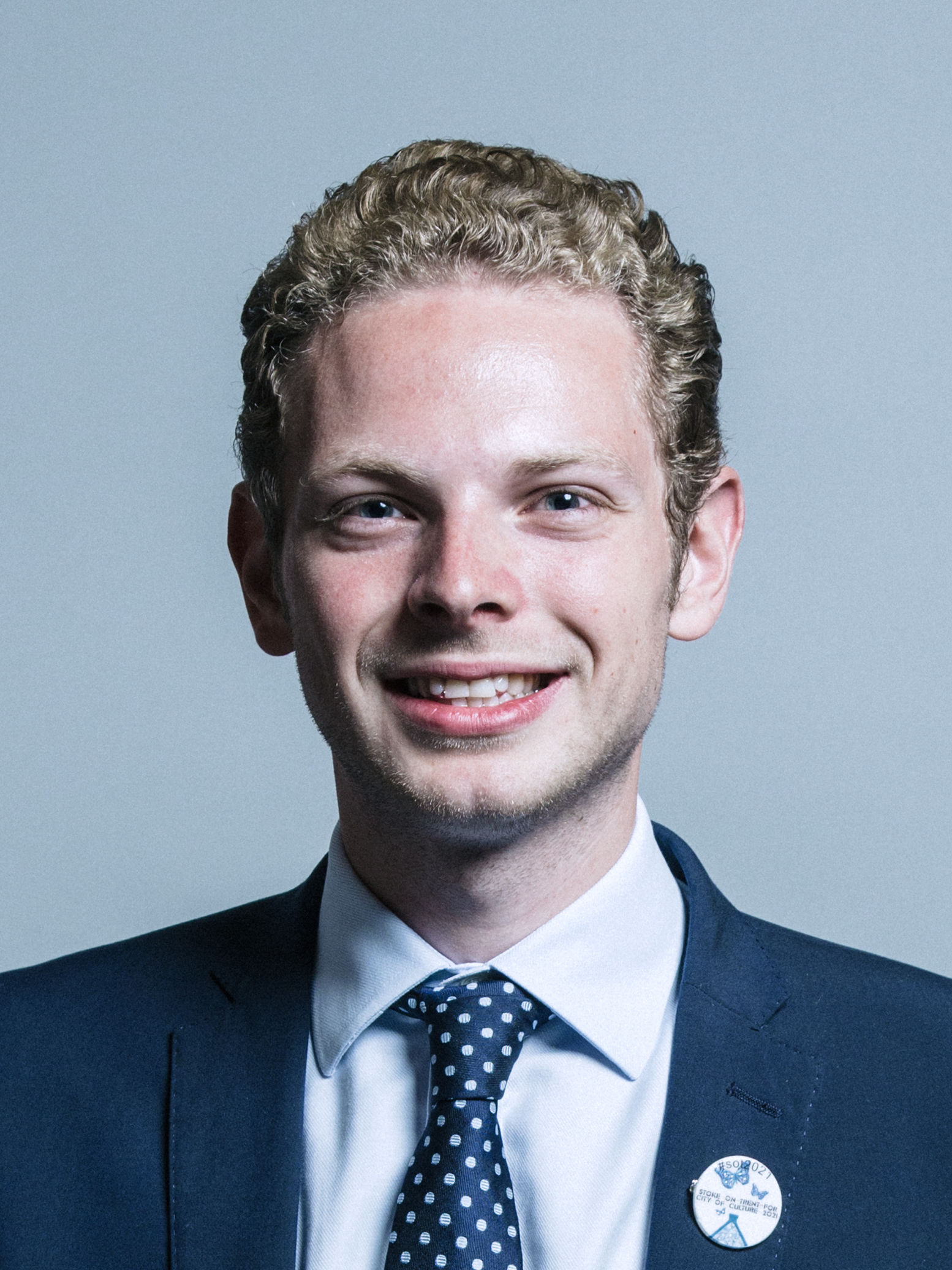

ستوك-أون-ترينت الجنوبية (بالإنجليزية: Stoke-on-Trent South)‏ هي إحدى الدوائر الانتخابية في المملكة المتحدة الممثلة في مجلس العموم في برلمان المملكة المتحدة.
عضو البرلمان الذي يمثلها حالياً هو :Mr Robert Flello (Lab).